# Stellisee
Der Stellisee ist ein Bergsee in der Nähe von Zermatt in den Walliser Alpen. Bekannt ist der See – mit einer klaren Spiegelung des Matterhorns – vor allem als Fotomotiv.
Zu erreichen ist der See von Zermatt aus über zahlreiche Wanderwege oder über eine unterirdische Standseilbahn bis Sunnegga (3 Minuten) und von dort über eine Gondelbahn (5 Minuten) nach Blauherd. Von der Bergstation Blauherd sind es nur wenige Gehminuten bis zum auf 2537 m ü. M. liegenden Stellisee.

## Umgebung

### Restaurants/Unterkunft
In der Nähe des Stellisees befinden sich zwei Einkehrmöglichkeiten, das Restaurant Blauherd (unmittelbar an der Bergstation Blauherd gelegen) und das Bergrestaurant Fluhalp (auf 2620 m ü. M. etwas oberhalb des Sees). 

### Weitere Seen
Über den 5-Seenweg Zermatt sind vom Stellisee aus noch weitere Bergseen zu erreichen: 
- Grindjesee
- Grüensee
- Mossjesee
- Leisee

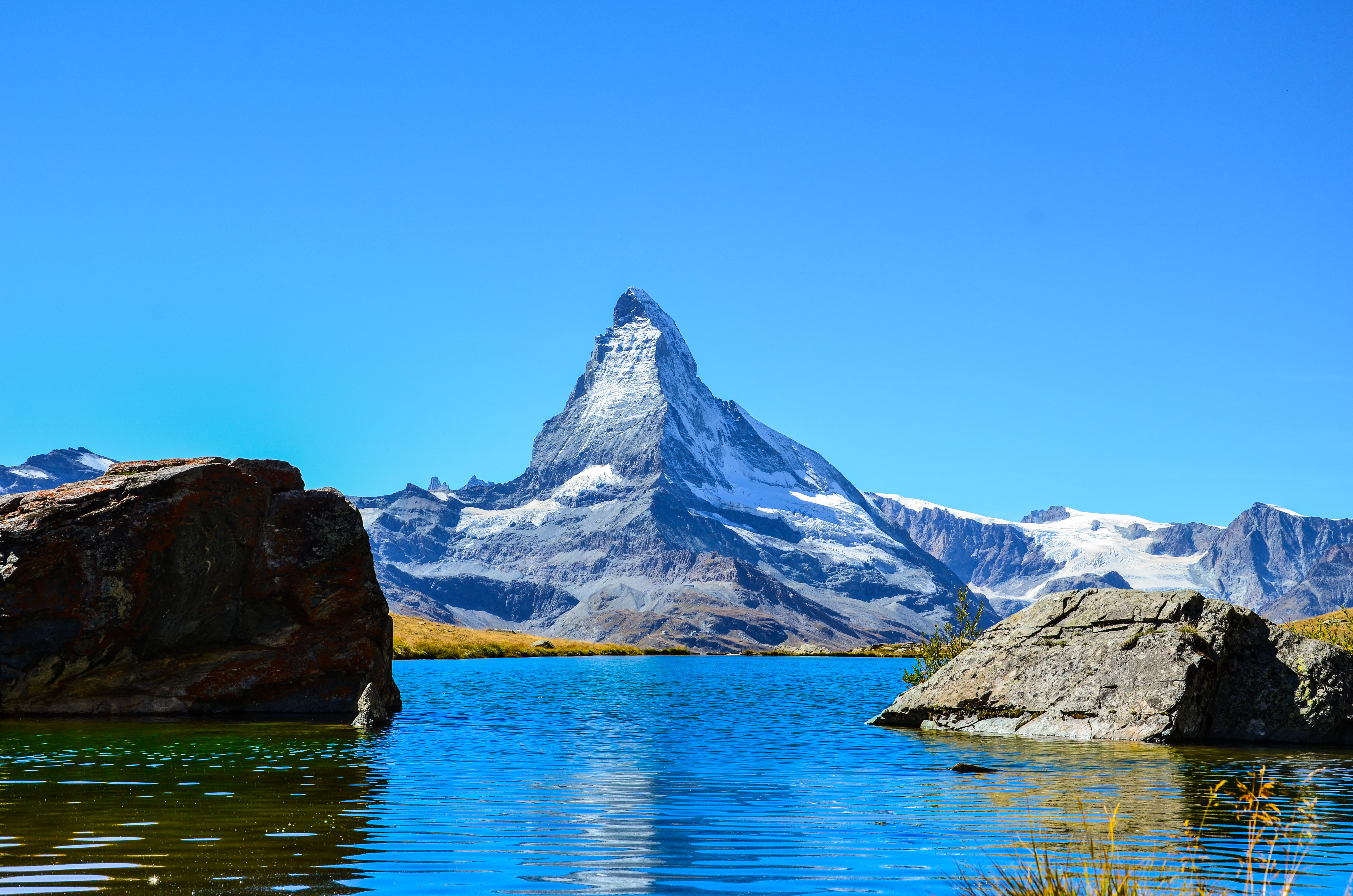
Stellisee
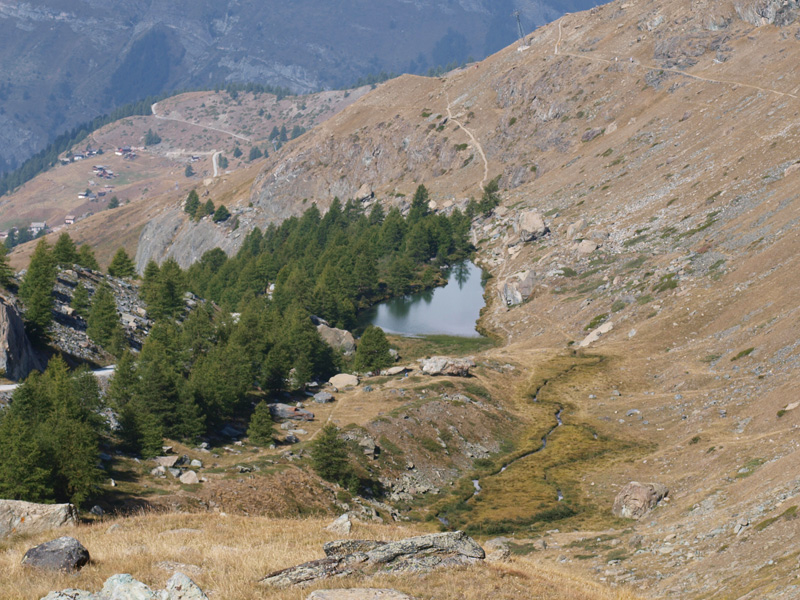
Grindjesee.
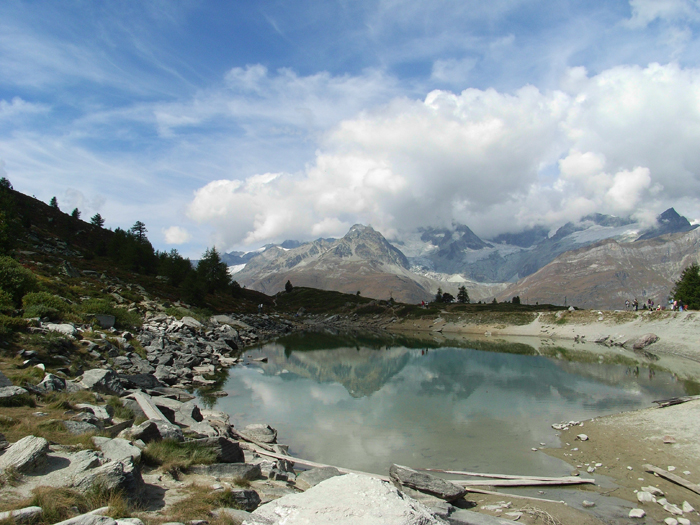
Grünsee.
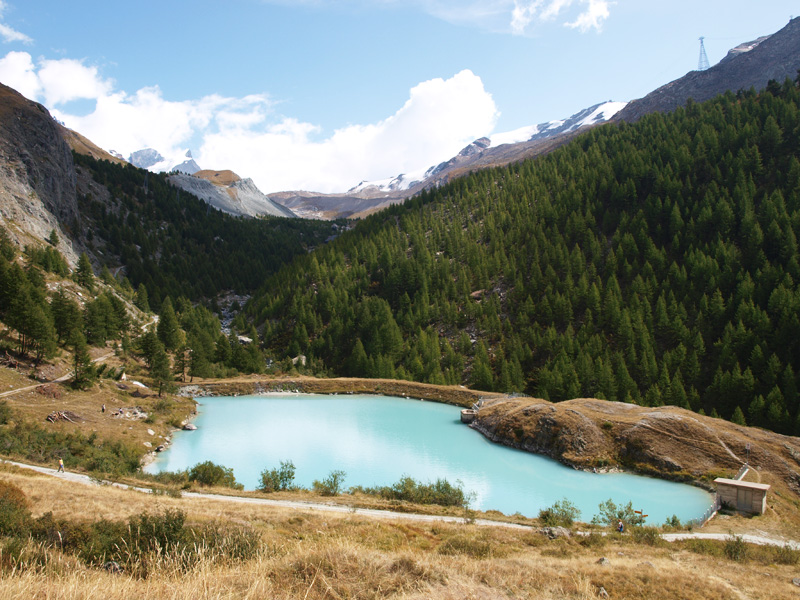
Mosjesee.
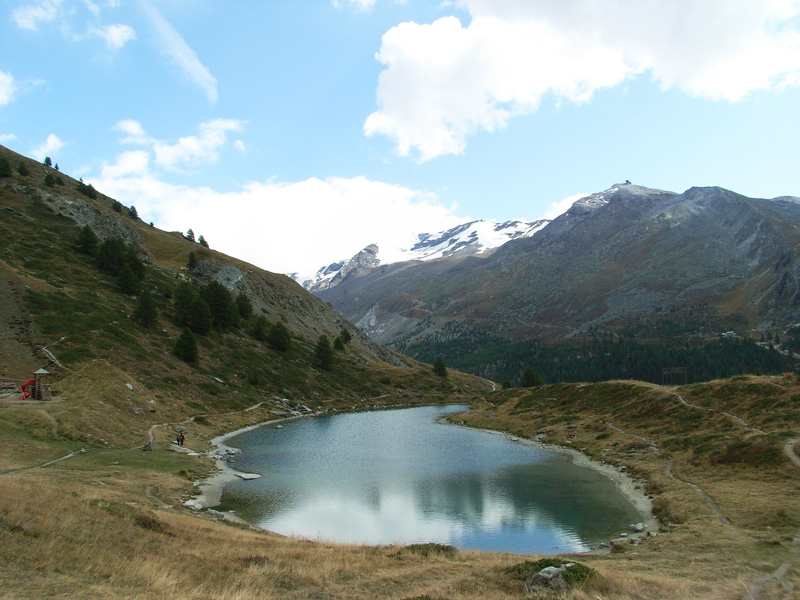
Leisee.